# Cataenococcus glandulifera
Cataenococcus glandulifera är en insektsart som först beskrevs av Robert Newstead 1912.  Cataenococcus glandulifera ingår i släktet Cataenococcus och familjen ullsköldlöss. Inga underarter finns listade i Catalogue of Life.